# La guerra (Chagall)
La guerra è un dipinto a olio su tela (100x76 cm) realizzato nel 1943 dal pittore Marc Chagall.
È conservato nel Centre Pompidou di Parigi.